# Зловещий близнец
«Зловещий близнец» (англ. Bad Twin) — роман американского писателя Лоренса Шеймса (англ. Laurence Shames), повествующий о событиях, происходящих в мире сериала «Остаться в живых». Роман написан под псевдонимом Гари Трауп (англ. Gary Troup).

## Сюжет
Клиффорд Видмор, наследник влиятельной династии Видморов, поручает нью-йоркскому детективу Полу Артизану найти его пропавшего брата-близнеца Зандера Видмора, который исчез при загадочных обстоятельствах. Полу приходится обойти весь мир в поисках Зандера, и вскоре он понимает, что ситуация куда более сложная, чем он предполагал. Теперь Полу приходится не только разыскать пропавшего Зандера, но и попытаться остаться в живых.

## Связь с сериалом
По сюжету ARG «The Lost Experience» автором книги является Гари Трауп, который летел 815 рейсом из Сиднея в Лос-Анджелес, чтобы передать «Зловещего близнеца» в редакцию издательства «Hyperion Publishing». Когда самолёт потерпел крушение, Траупу удалось выжить, но буквально через несколько минут после катастрофы его затянуло в двигатель, и он погиб. Черновик находит Хёрли в эпизоде «The Long Con». Позже его читает и Сойер. Когда Джек требует у Сойера вернуть украденное оружие, он сжигает последние 10 страниц романа, оставляя невыясненной концовку — это происходит в эпизоде «Two for the Road». Джек не имел понятия о том, что автор погиб и произведение не было опубликовано. Согласно вселенной франшизы, роман всё-таки был опубликован издательством «Walkabout Publishing».

## Интересные факты
- Впервые о династии Уидморов, а также о конгломерате компаний (которые принадлежат династии), было сказано в самом сериале.
- В книге упоминаются компании и организации из сериала.
- До того, как было известно имя настоящего автора книги, ходил миф о том, что её написал Стивен Кинг.

## Связь с цифрами
Числа 4 8 15 16 23 42 часто встречаются в самых неожиданных местах и комбинациях:
- Зандер родился 15 августа, а Клифф — 16 августа, с разницей в 23 минуты.
- Код для дверей в корпорации Видмор — #81516.
- «Фонд Хансо» находится на 42 этаже здания Видмор.
- Клифф начинает поиски Зандера 4 месяца спустя после его исчезновения, случившегося 15 апреля.

## Российское издание
В России роман был опубликован в 2006 году издательским домом «Амфора» в переводе Владимира Правосудова.